# Классификация Петрова
Классификация Петрова (иногда классификация Петрова — Пирани, редко классификация Петрова — Пирани — Пенроуза) описывает возможные алгебраические симметрии тензора Вейля для каждого события на псевдоримановом многообразии.
Эта классификация активней всего используется при изучении точных решений уравнений Эйнштейна, хотя вообще говоря представляет собой абстрактный математический результат, не зависящий от какой-либо физической интерпретации. Классификация была впервые предложена в 1954 году А. З. Петровым и в 1957 независимо Феликсом Пирани.

## Теорема о классификации
Тензор ранга 4, обладающий антисимметрией по первой и второй паре индексов, например тензор Вейля, в каждой точке многообразия можно представить как линейный оператор {\displaystyle C} : {\displaystyle T_{p}\times T_{p}\rightarrow T_{p}\times T_{p}}, действующий в векторном пространстве бивекторов:
{\displaystyle X^{ab}\rightarrow {\frac {1}{2}}\,{C^{ab}}_{mn}X^{mn}}
В этом случае естественно поставить задачу нахождения собственных значений {\displaystyle \lambda } и собственных векторов (или собственных бивекторов) {\displaystyle X^{ab}}, таких что
{\displaystyle {\frac {1}{2}}\,{C^{ab}}_{mn}\,X^{mn}=\lambda \,X^{ab}}
В четырёхмерных псевдоримановых многообразиях в каждой точке пространство бивекторов шестимерно. Однако, симметрии тензора Вейля ограничивают размерность пространства собственных бивекторов до четырёх. Таким образом, тензор Вейля в данной точке может иметь максимум четыре линейно независимых собственных бивектора.
Точно так же как в обычной теории собственных векторов линейного оператора, собственные бивекторы тензора Вейля могут быть кратными. Кратность собственных бивекторов указывает на некоторую дополнительную алгебраическую симметрию тензора Вейля в данной точке; это означает, что тип симметрии тензора Вейля можно определить, решая уравнение 4-го порядка для его собственных значений.
Собственные бивекторы тензора Вейля ассоциируются с определёнными изотропными векторами на многообразии, которые называются главные изотропные направления (в данной точке).
Теорема о классификации утверждает, что существует ровно шесть возможных типов алгебраической симметрии, которые известны как типы Петрова:

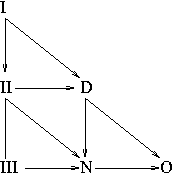
"Диаграмма Пенроуза", показывающая иерархию типов Петрова для тензора Вейля

- Тип I  : четыре главных изотропных направления,
- Тип II : одно двукратное и два однократных главных изотропных направления,
- Тип D  : два двукратных изотропных направления,
- Тип III: одно трехкратное и одно однократное направление,
- Тип N  : одно изотропное направление с кратностью 4,
- Тип O  : тензор Вейля равен нулю.

Тензор Вейля типа I (в точке) называется алгебраически общим; тензоры остальных типов называются алгебраически специальными. Различные точки пространства-времени могут иметь различный тип Петрова. Возможные переходы между типами Петрова показаны на рисунке, который также можно интерпретировать так, что некоторые типы Петрова более специальные чем другие. Например, тип I, наиболее общий тип, может выродиться до типов II или D, в то время как тип II может перейти в типы III, N, или D.

## Критерии Бела
Для псевдориманового (лоренцевого) многообразия {\displaystyle M}, тензор Вейля можно вычислить из метрического тензора. Если в некоторой точке {\displaystyle p\in M} тензор Вейля алгебраически специален, существует эффективный набор правил (которые открыл Луис Бел) для определения типа Петрова в точке {\displaystyle p}. Обозначим компоненты тензора Вейля в точке {\displaystyle p} через {\displaystyle C_{abcd}} (и предположим, что они не равны нулю, то есть это не тип O), тогда критерии Бела можно выразить следующим образом:
- {\displaystyle C_{abcd}} имеет тип N тогда и только тогда, когда существует единственный (с точностью до множителя) изотропный вектор {\displaystyle k(p)}, удовлетворяющий

{\displaystyle C_{abcd}\,k^{d}=0}
- Если {\displaystyle C_{abcd}} не принадлежит типу N, то {\displaystyle C_{abcd}} принадлежит типу III тогда и только тогда, когда существует  единственный (с точностью до множителя) изотропный вектор {\displaystyle k(p)}, удовлетворяющий

{\displaystyle C_{abcd}\,k^{b}k^{d}=0}
- {\displaystyle C_{abcd}} имеет тип II тогда и только тогда, когда существует единственный (с точностью до множителя) изотропный вектор {\displaystyle k}, удовлетворяющий

{\displaystyle C_{abcd}\,k^{b}k^{d}=\alpha k_{a}k_{c}} и {\displaystyle {}^{*}C_{abcd}\,k^{b}k^{d}=\beta k_{a}k_{c}} ({\displaystyle \alpha \beta \neq 0})
- {\displaystyle C_{abcd}} имеет тип D тогда и только тогда, когда существует два линейно независимых изотропных вектора {\displaystyle k}, {\displaystyle k'}, удовлетворяющие условиям:

{\displaystyle C_{abcd}\,k^{b}k^{d}=\alpha k_{a}k_{c}}, {\displaystyle {}^{*}C_{abcd}\,k^{b}k^{d}=\beta k_{a}k_{c}} ({\displaystyle \alpha \beta \neq 0})
и 
{\displaystyle C_{abcd}\,k'^{b}k'^{d}=\gamma k'_{a}k'_{c}}, {\displaystyle {}^{*}C_{abcd}\,k'^{b}k'^{d}=\delta k'_{a}k'_{c}} ({\displaystyle \gamma \delta \neq 0}).
где {\displaystyle {{}^{*}C}_{abcd}} - тензор, дуальный тензору Вейля в точке {\displaystyle p}.
Критерии Бела применяются в общей теории относительности, то есть тип Петрова для алгебраически специального тензора Вейля находится при помощи нулевых векторов.

## Физическая интерпретация
В соответствии с общей теорией относительности, алгебраически специальные типы Петрова имеют интересную физическую интерпретацию, поэтому их классификация часто называется классификацией гравитационных полей.
Области поля типа D ассоциируются с гравитационными полями изолированных массивных небесных тел, таких как звезды. Точнее, поля типа D возникают вокруг стационарных объектов, которые из физических характеристик имеют только массу и угловой момент. (Более сложное динамическое тело обладает ненулевыми мультипольными моментами.) Два главных изотропных направления определяют два «радиально» сходящихся и расходящихся изотропных семейства вблизи гравитирующего тела.
Электрогравитационный тензор (или приливной тензор) в областях типа D аналогичен гравитационным полям, которые описываются ньютоновской гравитацией с кулоновым типом гравитационного потенциала. Такое приливное поле характеризуется растяжением в одном направлении и сжатием в ортогональных направлениях; собственные значения имеют характерный рисунок (-2,1,1). Например, спутник на орбите вокруг Земли испытывает слабое растяжение по радиальному направлению и слабое сжатие в ортогональных направлениях. Так же как в ньютоновской гравитации, приливное поле убывает как {\displaystyle O(r^{-3})}, где {\displaystyle r} — расстояние от гравитирующего тела.
Если тело вращается вокруг некоторой оси, то в дополнение к приливным эффектам появятся разнообразные гравитомагнитные эффекты, такие как спин-спиновое взаимодействие, действующее на гироскопы наблюдателя. В вакууме Керра, который представляет собой типичный пример вакуумного поля типа D, эта часть поля убывает как {\displaystyle O(r^{-4})}.
Области типа III ассоциируются с продольной частью переменного во времени гравитационного поля (иногда называемой продольным гравитационным излучением). В этих областях приливные силы имеют характер сдвигов. Это довольно мало изученный тип полей, частью потому что гравитационное излучение, возникающее в приближении слабых полей, имеет тип N, поскольку поле типа III убывает как {\displaystyle O(r^{-2})}, то есть намного быстрее, чем излучение типа N, и соответственно — не отрывается от источника.
Области типа N ассоциируются с поперечным гравитационным излучением, которое астрономы обнаружили в 2015 году. Четырёхкратное изотропное направление соответствует волновому вектору, описывающему направление распространения излучения. Амплитуда излучения обычно убывает как {\displaystyle O(r^{-1})}, так что гравитационное поле удалённого источника всегда является радиационным и имеет тип N.
Тип II комбинирует эффекты полей типа D, III и N, довольно сложным нелинейным образом.
Области типа O, или конформно евклидовы области, — это зоны, в которых тензор Вейля тождественно равен нулю. В этом случае тензор кривизны является чистым Риччи. В конформно евклидовых областях любые гравитационные эффекты возникают только за счёт мгновенного присутствия материи или энергии некоторого негравитационного поля (например, электромагнитного поля). В некотором смысле это означает, что любые удаленные объекты не оказывают влияния на события в этой области; точнее, если в удаленных областях и существует некоторая гравитационная динамика, новости о ней ещё не достигли рассматриваемой конформно евклидовой зоны.
Гравитационное поле и, соответственно, гравитационное излучение, испускаемое изолированной системой, в общем случае не будет алгебраически специальным на конечном расстоянии от источника. Теорема об отщеплении описывает, как различные типы поля «отщепляются» по мере того, как наблюдатель удаляется от источника излучения, до тех пор пока на далеких расстояниях не остается только излучение типа N. Похожая теорема существует в электромагнетизме.

## Примеры
Для некоторых точных решений уравнений Эйнштейна тензор Вейля имеет один и тот же тип в каждой мировой точке:
- метрика Керра в вакууме имеет тип D,
- Пространство Робинсона-Траутмана — тип III,
- pp-волны[англ.] имеют тип N,
- метрика Фридмана — Робертсона — Уокера — везде тип O.

Вообще, произвольное сферически-симметричное пространство-время должно быть алгебраически специальным, а любое статическое пространство-время должно иметь тип D.